# لوهنسبورگ
لوهنسبورگ (به آلمانی: Lohnsburg) یک منطقهٔ مسکونی در اتریش است که در ناحیه راید ایم اینکرایس واقع شده‌است. لوهنسبورگ ۴۰ کیلومتر مربع مساحت دارد ۵۲۳ متر بالاتر از سطح دریا واقع شده‌است.